# Károly Varga
Pour les articles homonymes, voir Varga.
Dans le nom hongrois Varga Károly, le nom de famille précède le prénom, mais cet article utilise l’ordre habituel en français Károly Varga, où le prénom précède le nom.
Károly Varga, né le 28 septembre 1955 à Budapest, est un tireur sportif hongrois des années 1980.

## Palmarès
Károly Varga remporte la médaille d'or aux Jeux olympiques d'été de 1980 à Moscou au tir à 50 mètres en rifle couché (60 coups), égalant le record du monde de 599 points.